# Jadwiga Grabowska-Hawrylak

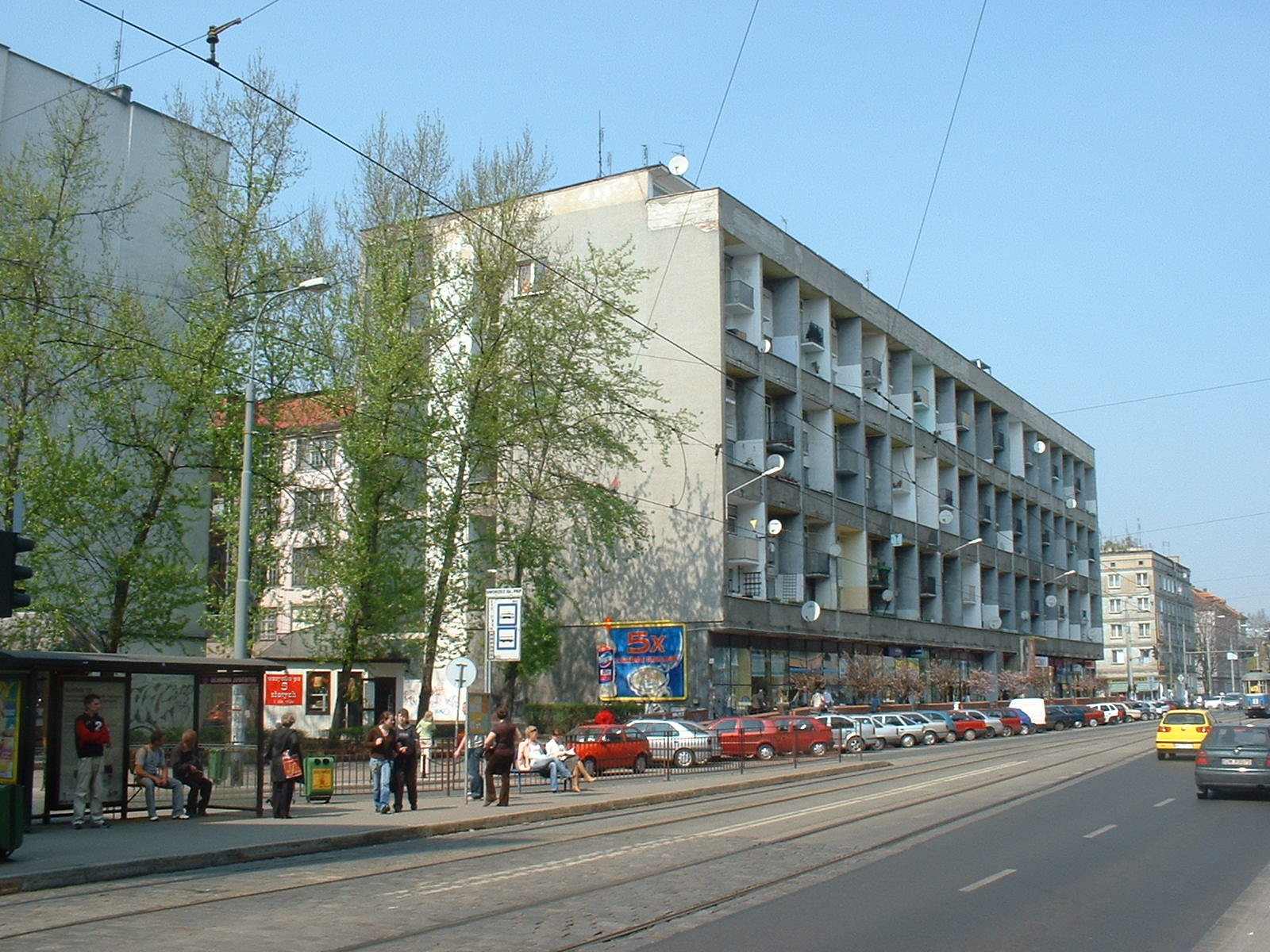
Maisonettenhaus an der Hugo-Kołłątaj-Straße in Breslau

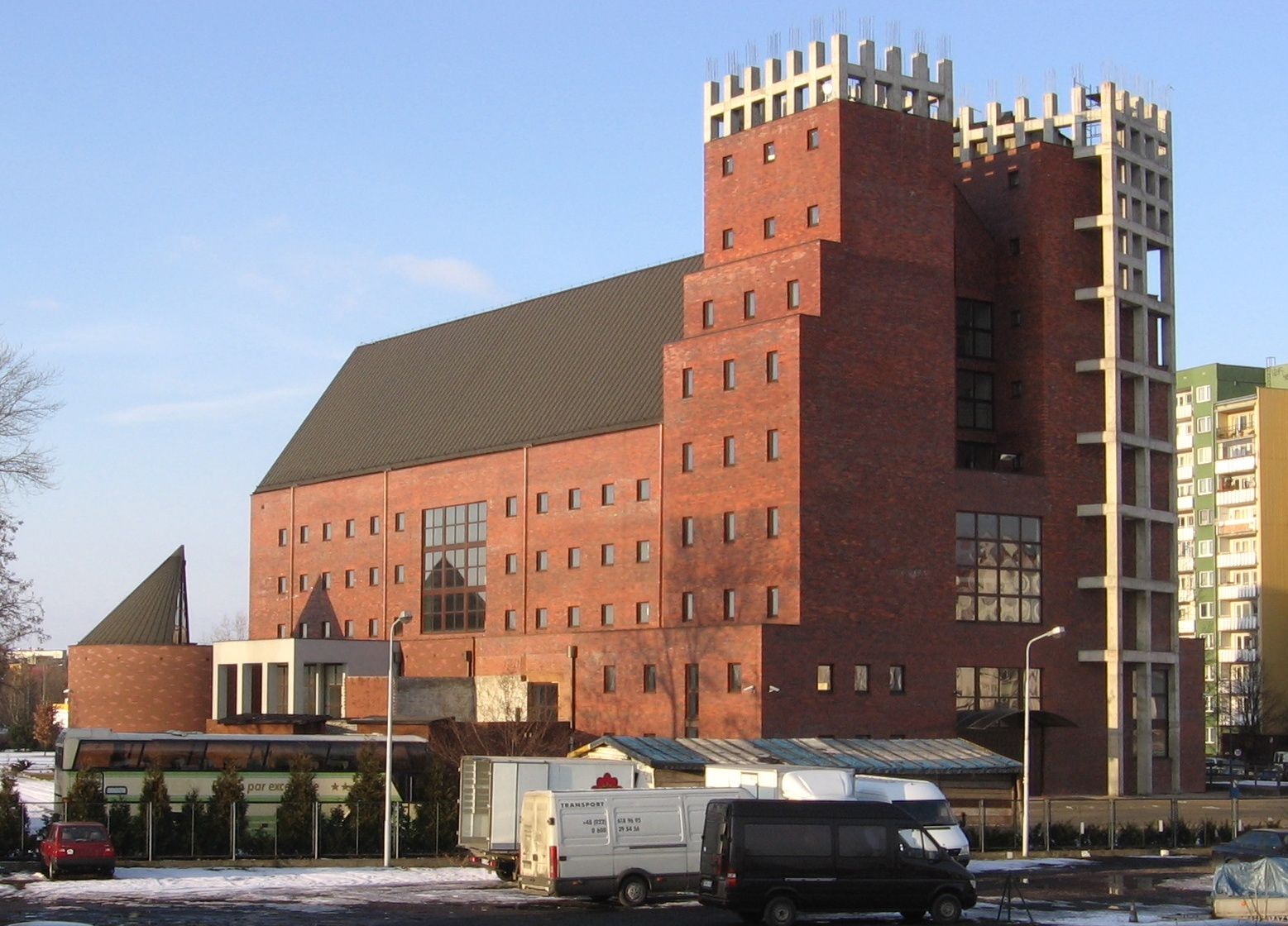
Kirche in Breslau-Rosenthal

Jadwiga Grabowska-Hawrylak (* 29. Oktober 1920 in Tarnawce; † 5. Juni 2018 in Breslau) war eine polnische Architektin der Nachkriegsmoderne.

## Leben
Grabowska studierte Architektur an der Technischen Universität Breslau und schloss ihr Studium 1950 als die erste in Breslau diplomierte Architektin nach dem Zweiten Weltkrieg ab. Sie war überwiegend in Breslau tätig, zunächst ab 1951 als Mitarbeiterin und ab 1963 bis 1981 als Atelierleiterin des Planungskombinats „Miastoprojekt Wrocław“ (Stadtentwurf Breslau). In den 1980er Jahren gründete sie ein eigenes, privatwirtschaftlich organisiertes Architekturbüro. 1974 erhielt sie den Ehrenpreis des polnischen Architektenverbandes (Nagroda Honorowa SARP), welcher als der bedeutendste Architekturpreis Polens gilt.
Ihrem kontinuierlichen Interesse am Architekturgeschehen im Ausland hatte sie den Erfolg nach der Phase des staatlich verordneten sozialistischen Realismus zu verdanken. Ihr Schaffen lag im Kreise der Nachkriegs- bzw. Spätmoderne. In den 1960er Jahren inspirierte sie sich zunehmend mit den Werken der Brutalisten und Metabolisten. Ab Ende der 1970er Jahre zeigten ihre Bauten Einflüsse des Kritischen Regionalismus.

### Privates
Jadwiga Grabowska-Hawrylak war mit dem Maschinenbauer Henryk Hawrylak (1924–2013), Ordinarius und Doktor E. h. der TU Breslau, verheiratet. Aus der Ehe gingen drei Kinder hervor: Katarzyna Hawrylak-Brzezowska ist Architektin und war Leiterin des Städtischen Denkmalamtes in Breslau, Maciej Hawrylak ist Architekt und Dozent für Städtebau der TU Breslau und Paweł Hawrylak ist Adjunct Professor für Quantenphysik an der University of Ottawa.

## Bauten (unvollständig)
- 1955: Wiederaufbau zweier Bürgerhäuser am Breslauer Ring (Rynek-Ratusz 7-8)[2]  (Lage)
- 1955–1958: Siedlung an der Hugo-Kołłątaj-Straße in Breslau, mit Edmund Frąckiewicz, Maria Tawryczewska, Igor Tawryczewski; an der Siedlung ein Maisonette-Laubenganghaus, 1958–1960[2] (Lage)
- 1955–1959: Wohnhaus, ulica Skargi 7-17 und ul.teatralna 22-26[4] (Lage)
- 1957–1959: Grundschule am Schweidnitzer Stadtgraben (ulica Podwale) in Breslau (erster moderner Schulbau nach dem sozialistischen Realismus in Breslau)[2][3]  (Lage)
- 1958–1960: Haus des Wissenschaftlers am plac Grunwaldzki 15-21 – ein Dozenten-Wohnheim für die Technische Universität Breslau, mit Edmund Frąckiewicz, Maria Tawryczewska, Igor Tawryczewski[2][3](Lage)
- 1960–1965: Grundschule, ul. Janiszewkiego 14[5] (Lage)
- 1960–1968: Siedlung Breslau-Gabitz (Gajowice), mit Edmund Frąckiewicz, Maria Tawryczewska, Igor Tawryczewski, Maria Kiełczewska, Witold Maciejewski[2]
- 1964: Gesamtschule Breslau-Gabitz, ulica Grochowa 36-38[3](Lage)
- 1965–1970: Wohn- und Geschäftshaus, ulica Grundwaldzka 88[6] (Lage)
- 1967–1975: Wohnsiedlung Manhattan, plac Grunwaldzki 4-20, ul. Curie-Skłodowskiej 15 in Breslau, mit Zdzisław Kowalski, Włodzimierz Wasilewski, Beratung: Jerzy Hryniewiecki[2][3] (Lage)
- 1978: Gaststätte in Zamość, später umgebaut in ein Kinderheim[2]
- 1978–1988: Eigenheim der Architektin in Breslau-Wilhelmsruh (Zacisze), in Zusammenarbeit mit dem Sohn, Maciej Hawrylak[2]
- 1983–1985: Reihenhauskomplex, ul. Chopina Fryderyka 11a-11g[7] (Lage)
- seit 1990: Christus-Erlöser-Kirche in Breslau-Rosenthal (Róźanka), ulica Bałtycka, in Ausführung, mit Maciej Hawrylak, Wojciech Brzezowski und Ewa Kubica-Hawrylak[2]  (Lage)